# John Ellicott
John Ellicott (1706 – 1772) è stato un orologiaio inglese.
Figlio di un orologiaio con il suo stesso nome di battesimo, fu degno continuatore dell'opera di George Graham (1673-1751) sia nel campo degli orologi meccanici da persona, da arredo e da osservatorio, che in quello degli strumenti scientifici. Anch'egli fu accolto tra i membri della Royal Society. Sviluppò lo scappamento a cilindro e lo applicò ai propri orologi. Inventò anche un'ingegnosa compensazione per pendoli.